# Muye Guo
Muye Guo (8 maggio 2008) è un sincronetto cinese.

## Palmarès
- Mondiali

Singapore 2025: argento nel solo (programma libero).

### Coppa del Mondo
- 9 podi:
  - 5 vittorie (4 nella gara individuale e 1 nel duo)
  - 3 secondi posti (3 nella gara individuale)
  - 1 terzo posto (1 nella gara a squadre)

#### Coppa del mondo - vittorie
| Data           | Luogo    | Paese  | Disciplina     |
| -------------- | -------- | ------ | -------------- |
| 5 aprile 2024  | Pechino  | Cina   | Duo tecnico Mx |
| 11 aprile 2025 | Soma Bay | Egitto | Solo tecnico   |
| 13 aprile 2025 | Soma Bay | Egitto | Solo libero    |
| 2 marzo 2025   | Markham  | Canada | Solo tecnico   |
| 14 giugno 2025 | Xi'an    | Cina   | Solo libero    |